# تروي كوستا
تروي كوستا (بالإنجليزية: Troy Costa)‏ هو مصمم أزياء هندي، ولد في 1975 في مومباي في الهند.